# Christl Mardayn
Christl Mardayn (Vienna, 8 dicembre 1896 – Vienna, 24 luglio 1971) è stata un soprano e attrice austriaca.

## Biografia
Anna Christine Marie Mardein "Christl Mardayn" ha studiato all'Università per la musica e le arti interpretative di Vienna.
Al Raimundtheater di Vienna nel dicembre 1919 canta nella prima assoluta dell'operetta Was Mädchen träumen di Leo Ascher e nel 1920 canta nel successo di Der Tanz ins Glück di Robert Stolz.
Nel 1921 è Odette Darimonde nella prima assoluta di Die Bajadere di Emmerich Kálmán con Louis Treumann al Carltheater.
Nel 1935 è Josepha Voglhuber nel film Im weißen Rößl (Al cavallino bianco) di Karel Lamač con Hermann Thimig, Fritz Odemar e Joseph Egger.
Nel 1947 per il Wiener Staatsoper è Aphrodite in Orphée aux Enfers con Max Lorenz (cantante) ed Esther Réthy al Volksoper di Vienna in 73 recite fino al 1948.
Nel 1957 riceve l'Ordine al merito della Repubblica austriaca.
È sepolta al Zentralfriedhof.

## Film parziale
- Il dramma di Shanghai (Le Drame de Shanghai), regia di Georg Wilhelm Pabst (1938)
- Cuori in burrasca (Menschen vom Varieté), regia di Josef von Báky (1939)
- L'amore di una grande regina (Mädchenjahre einer Königin), regia di Ernst Marischka (1954)

## CD parziale
- Dostal: So macht man karriere - Großes Wiener Rundfunkorchester/Marcel Prawy/Albin Skoda/Hannelore Cremer/Kurt Heintel/Christl Mardayn/Hedy Fassler/Guggi Löwinger, The Art Of Singing